# 在那遥远的地方 (歌曲)
《在那遥远的地方》是一首中国西北地区民歌，由音乐家王洛宾整理改编，原曲为哈萨克民歌《悲惨的时代》（羅馬化：Qayran jalğan）。
1939年，王洛宾受郑君里邀请至青海湖畔的金银滩大草原參與紀錄片《民族万岁》的拍攝，片中牧羊女由藏族姑娘薩耶卓玛扮演，後者給王洛宾留下很深的的印象。在拍摄结束、薩耶卓玛驅马回家，而王洛宾則在不久之後為紀念她而寫下《在那遥远的地方》。
王洛宾谱写的两首作品《在那遥远的地方》与《半个月亮爬上来》，被选录为《20世纪华人音乐经典》。《在那遥远的地方》一曲也被世界级歌唱家保罗·罗伯逊、卡雷拉斯等人作为保留曲目，巴黎音乐学院将其编入音乐教材。1992年10月，《在那遥远的地方》荣获中华人民共和国国务院文化部和中国唱片总公司颁发的“金唱片奖”。
王力宏重新创作在那遥远的地方，融合了原曲和西方音乐元素，收录心中的日月专辑中。
2007年，中國第一顆探月衛星嫦娥一號中，也特別選用這首歌曲搭載。